# Лојтесдорф
Лојтесдорф (њем. Leutesdorf) општина је у њемачкој савезној држави Рајна-Палатинат. Једно је од 62 општинска средишта округа Нојвид. Према процјени из 2010. у општини је живјело 1.817 становника. Посједује регионалну шифру (AGS) 7138038.

## Географски и демографски подаци
Лојтесдорф се налази у савезној држави Рајна-Палатинат у округу Нојвид. Општина се налази на надморској висини од 75 метара. Површина општине износи 10,8 km². У самом мјесту је, према процјени из 2010. године, живјело 1.817 становника. Просјечна густина становништва износи 168 становника/km².